# Nemesis (Star Trek: Voyager)
„Nemesis” (titlu original: „Nemesis”) este al 4-lea episod din al patrulea sezon al serialului TV american științifico-fantastic Star Trek: Voyager și al 72-lea în total. A avut premiera la 24 septembrie 1997 pe canalul UPN.
Episodul a fost regizat de Alexander Singer după un scenariu de Kenneth Biller.

## Prezentare
Chakotay ia parte la luptă într-un război extraterestru.

## Actori ocazionali
- Michael Mahonen - Brone
- Matt E. Levin - Rafin
- Nathan Anderson - Namon
- Booth Colman - Penno
- Meghan Murphy - Karya
- Terrence Evans - Ambasador Treen
- Peter Vogt - Commandant
- Pancho Demmings - Kradin Soldier
- Marilyn Fox - Vori Woman